# Rietdorf
Rietdorf is een plaats in de Duitse deelstaat Brandenburg, ten zuiden van de hoofdstad Berlijn. Tot 31 december 2001 was Rietdorf een zelfstandige gemeente. Sindsdien is het een Ortsteil van de gemeente Ihlow.

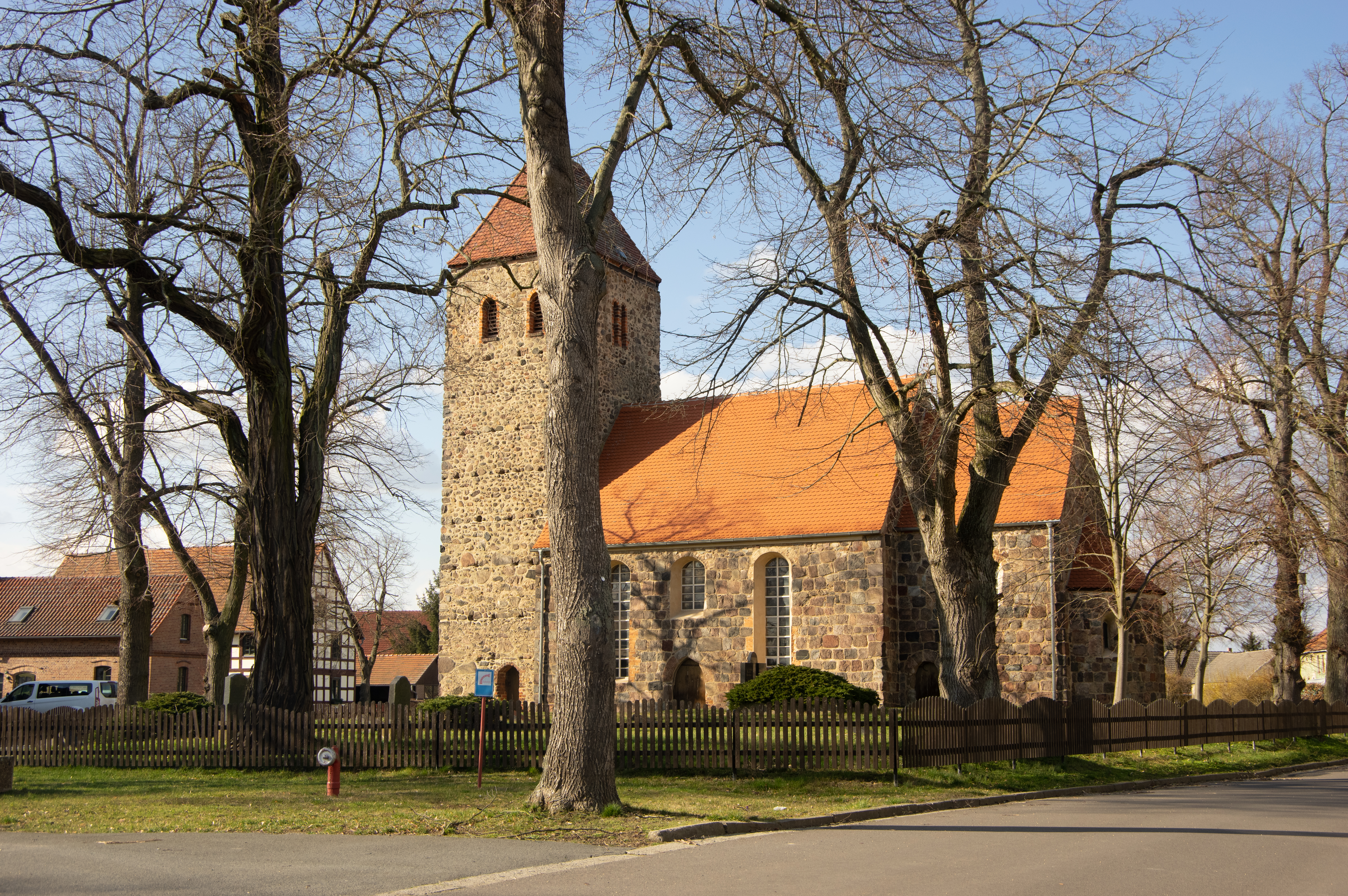
De kerk van Rietdorf

Bollensdorf · Ihlow · Illmersdorf · Mehlsdorf · Niendorf · Rietdorf